# Pristimantis colostichos
Espèce
Synonymes
- Eleutherodactylus colostichos La Marca & Smith, 1982

Statut de conservation UICN

 VU D2 : Vulnérable
Pristimantis colostichos est une espèce d'amphibiens de la famille des Craugastoridae.

## Répartition
Cette espèce est endémique de l'État de Mérida au Venezuela. Elle se rencontre au Páramo de Los Conejos entre 3 000 et 3 600 m d'altitude dans la Serranía del Norte.

## Description
La femelle holotype mesure 33 mm.

## Publication originale
- La Marca & Smith, 1982 Eleutherodactylus colostichos, a new frog species from the Paramo de Los Conejos, in the Venezuelan Andes (Anura: Leptodactylidae). Occasional Papers of the Museum of Zoology University of Michigan, vol. 700, p. 1-8 (texte intégral).